# Opel Dieselweltrekord GT

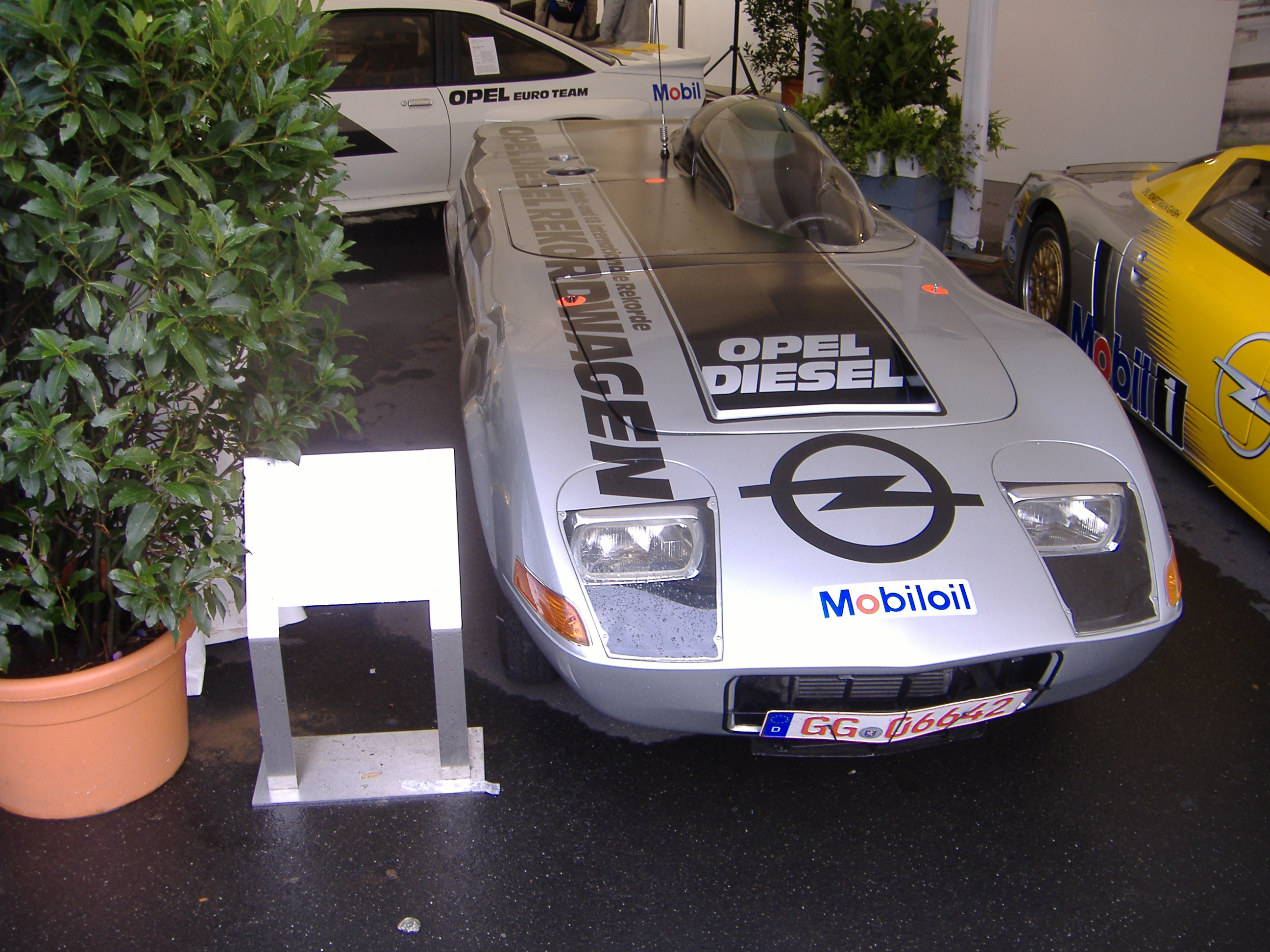
Opel Diesel GT

Der Opel Dieselweltrekord GT war ein Versuchsfahrzeug der Adam Opel AG.
Das mit einer aerodynamischen Karosserie versehene Fahrzeug basierte auf dem Opel GT und wurde von einem Vierzylinder-Dieselmotor mit 2068 cm Hubraum, Abgasturbolader und einer Leistung von 70 kW (95 PS) angetrieben, wie er auch (in serienmäßiger Form als Saugmotor mit 60 PS) im Opel Rekord verwendet wurde.
Der Turbolader wurde von Eberspächer geliefert, die maximale Leistung des Motors fiel bei 4400/min an, die Verdichtung betrug 22:1. Die Kolben hatten drei Kolbenringe statt zwei wie die spätere Serienversion, die Ölwanne war vergrößert, es gab einen zusätzlichen Ölkühler, auch modifizierte man die Zylinderkopfdichtung, die vom Automobilzulieferer Reinz entwickelt worden war. Die Brennräume waren mit Wirbelkammern ausgeführt, die Verteiler-Einspritzpumpe kam von Bosch. Das Vierganggetriebe des Autos kam aus dem Opel Commodore, die Hinterachsübersetzung betrug 2.667:1. Die Größen der Michelin XAS-Stahlgürtelreifen war 145 HR 15 vorn und 165 HR 15 hinten. Für diesen Weltrekordversuch entwickelte Mobil Oil ein neues Motorenöl, welches etwas später auch im Handel angeboten wurde.
Bei Versuchsfahrten im Opel-Testzentrum Dudenhofen erreichte das Fahrzeug eine Höchstgeschwindigkeit von 197,498 km/h. Vom 1. bis 3. Juni 1972 (der Rekordversuch dauerte 52 Stunden) wurden zwei Weltrekorde und 18 internationale Rekorde für Dieselfahrzeuge aufgestellt: über 10, 100, 500, 1000 und 10.000 km, wobei eine Durchschnittsgeschwindigkeit von 190,88 km/h erreicht wurde.
2003 baute Opel mit dem Eco Speedster ein ähnliches Rekordfahrzeug.